# Kristen socialism
Huvudartikel Religiös socialism
Kristen socialism är ett begrepp som i stort används för kristna vänsteranhängare, som betecknar sig både som kristna och socialister och som även betraktar de båda begreppen som anknutna till varandra på något sätt.
Kristna socialister drar paralleller mellan vad som har karakteriserats som ett budskap av egalitarism och motstånd till etablissemanget från Jesus sida. Man menar, med hänvisning till det kristna evangeliet, att han agiterade mot sin tids religiösa auktoritet, och framhöll mycket av innehållet i modern socialistisk praktik. Vissa kristna socialister har gått så långt som att bli aktiva kommunister, vilket kanske varit mest vanligt bland kristna missionärer i Kina. Ett exempel är den kanadensiske missionären James Gareth Endicott som blev en anhängare till det kinesiska kommunistpartiets kamp under 1930- och 40-talen.
En rad kristna socialistiska rörelser och politiska partier världen över har organiserat sig inom förbundet International League of Religious Socialists (ILRS). Förbundet har medlemsorganisationer i 21 länder och representerar omkring 200 000 medlemmar.
Kristendomen har en lång historia av att olika grupper etablerar enklaver för att praktisera egendomsgemenskap i varierande grad, exempelvis cenobitiska kloster, hutteriter, Bruderhof, och Oneidasamhället.

## Framstående kristna socialister
- Karl Barth[2]
- Tony Benn[3]
- Hugo Chávez[4]
- Charles Gore[5]
- Keir Hardie[6]
- Martin Luther King, en av de mest kända kristna socialisterna, om än inte främst känd för detta.[7]
- George Lansbury
- Charles Kingsley
- Walter Lini
- Frederick Denison Maurice
- Brian Moore
- Reinhold Niebuhr
- Dorothee Sölle
- Norman Thomas
- Paul Tillich
- Rowan Williams